# Nasrin Sotoudeh
Nasrin Sotoudeh (Teheran, 3 april 1963) is een Iraans advocate en mensenrechtenverdediger.
Sotoudeh verdedigde activisten en oppositieleden die in 2009 waren gevangengezet rondom de Iraanse verkiezingen in juni van dat jaar. Onder de aangeklaagden die ze heeft verdedigd, bevonden zich prominente dissidenten als journalist Isa Saharkhiz, Nobelprijs voor de Vrede-winnaar Shirin Ebadi en Heshmat Tabarzadi, leider van het verboden Democratisch Front van Iran. Verder nam ze de verdediging op zich van ter dood veroordeelde jongeren.
Op 4 september 2010 werd ze gearresteerd omdat ze zou samenspannen tegen de nationale veiligheid. Na haar arrestatie werden haar man Reza Khandan en haar advocaat Nasim Ghanavi door de autoriteiten gewaarschuwd niet in het openbaar te spreken over haar zaak. In hoger beroep werd haar veroordeling tot 11 jaar gevangenisstraf omgezet naar 6 jaar. Daarnaast mag ze haar beroep van advocaat gedurende 10 jaar niet meer uitoefenen. In september 2013 werd ze met tien andere politieke gevangenen onverwacht vrijgelaten. In juni 2018 werd ze opnieuw opgepakt en in maart 2019 veroordeeld tot zeven jaar cel en zweepslagen.
In 2012 werd ze samen met Jafar Panahi onderscheiden met de Sacharovprijs van het Europese Parlement. De KU Leuven promoveerde haar in 2020 tot Doctor honoris causa.